# Sejong-daero

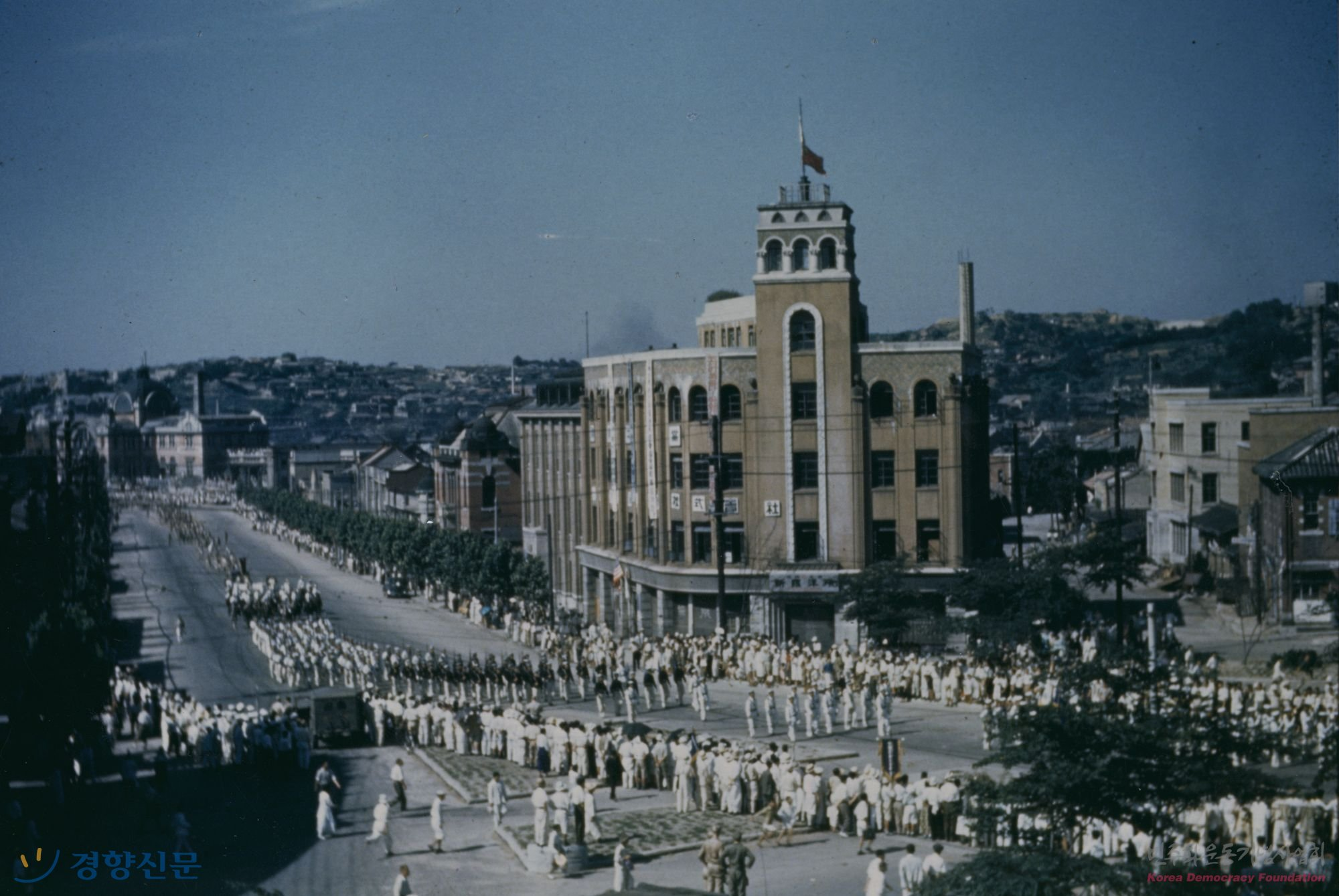
Một cuộc diễu hành đường phố của Lực lượng vũ trang kỷ niệm việc thành lập chính phủ Hàn Quốc đi qua Sejong-daero (15 tháng 8 năm 1948)

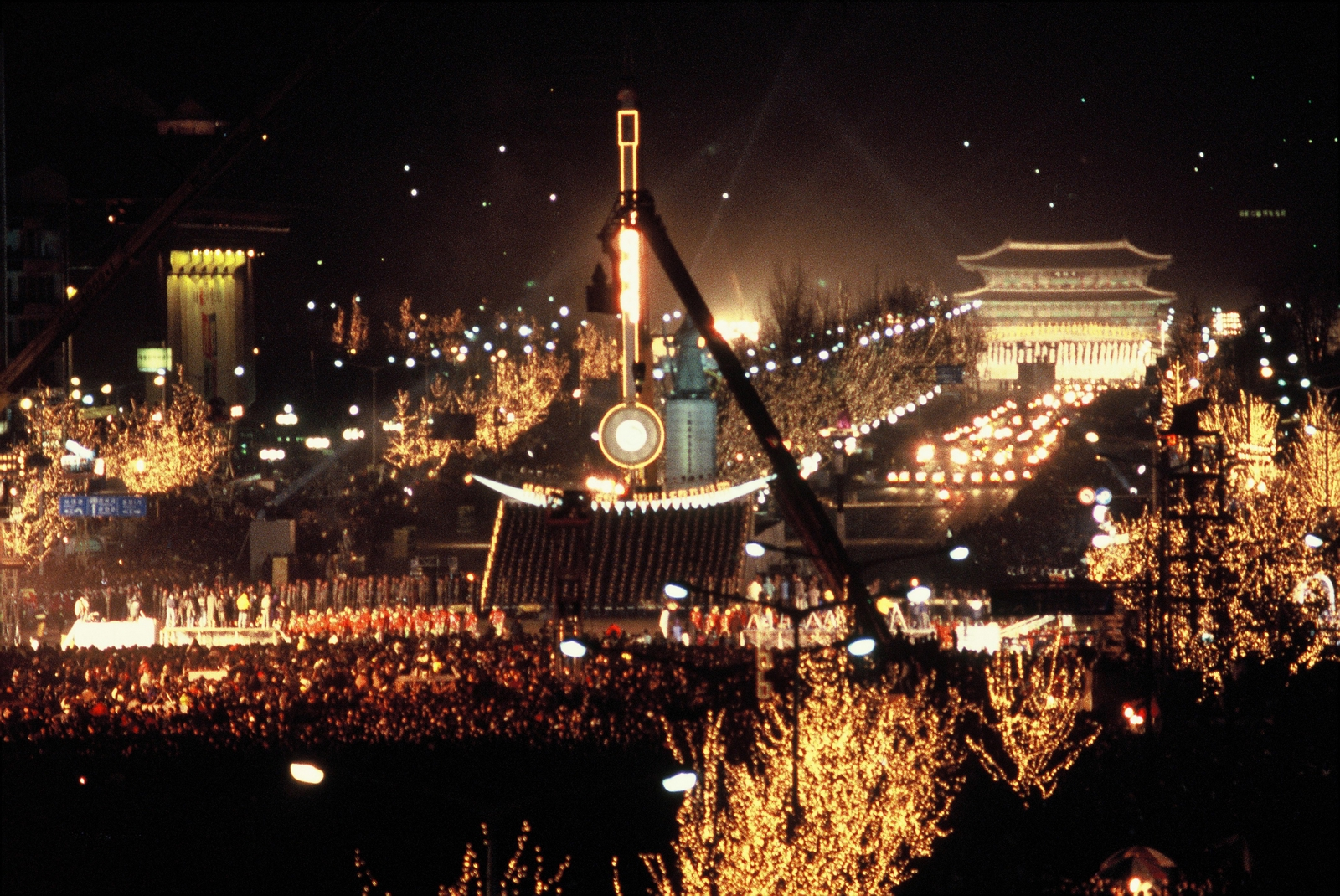
Đại lễ toàn quốc chào mừng thiên niên kỷ mới (01 tháng 01 năm 2000)

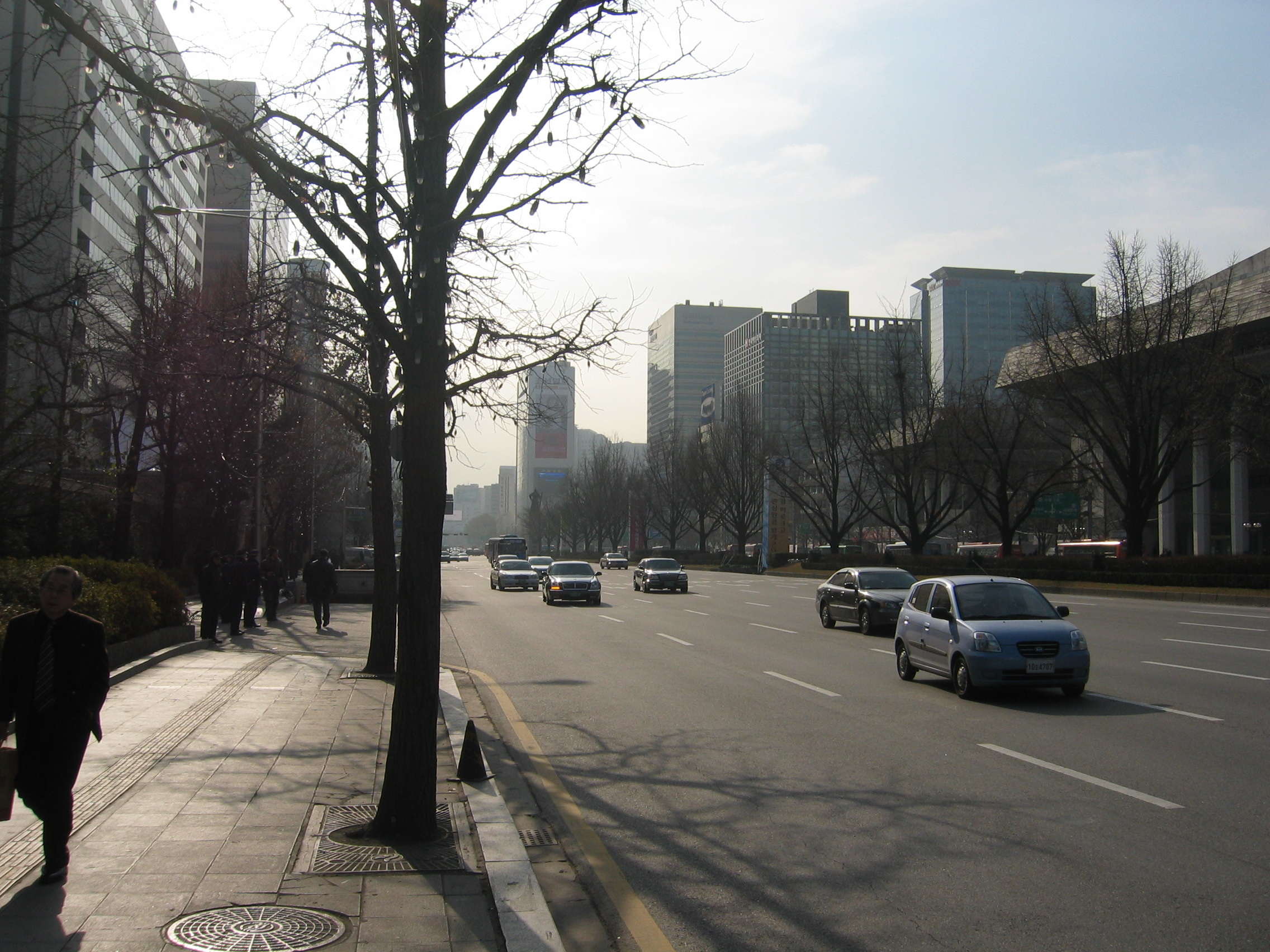
Sejong-ro (2006, trước khi xây dựng Quảng trường Gwanghwamun)

Sejong-daero (Tiếng Hàn: 세종대로, Hanja: 世宗大路) hay Đại lộ Sejong là một con đường bắt đầu tại 67-2 Namdaemun-ro 5-ga, Jung-gu, Seoul và kết thúc tại 1-58 Sejong-ro, Jongno-gu, nó là một phần của Quốc lộ 48 và Tuyến đường thành phố Seoul số 49. Trước khi công bố tên đường, đoạn ở Jongno-gu được gọi là Sejong-ro, đoạn phía bắc Sungnyemun ở Jung-gu được gọi là Taepyeong-ro, và đoạn phía nam được gọi là Namdaemun-ro.
Với chiều rộng là 100m khiến nó trở thành con đường rộng nhất ở Hàn Quốc. Ngoài ra, nó còn tập trung các tòa nhà văn hóa, hành chính như tòa nhà Kyobo, Trung tâm Nghệ thuật biểu diễn Sejong, Khu liên hợp chính quyền trung ương, Bộ Văn hóa Thể thao và Du lịch. Tại điểm bắt đầu của con đường này, phía trước chi nhánh Shinhan Bank Gwanghwamun gần tượng đài Ching-gyeong vào năm thứ 40 vua Gojong lên ngôi, có một biển báo ban đầu của Thành phố thủ đô Seoul được lắp đặt vào năm 1914. Đây trở thành tiêu chuẩn để đo khoảng cách giữa Seoul và mỗi thành phố. Đây cũng là con đường nối ba tài sản văn hóa: Cung điện Gyeongbokgung, Cung điện Deoksugung và Cổng Sungnyemun .

## Khu vực đi qua
Seoul
- Jung-gu (Namdaemun-ro 5-ga - Bongnae-dong 1-ga - Namdaemun-ro 4-ga - Taepyeong-ro 2-ga - Jeong-dong - Taepyeong-ro 1-ga)
- Jongno-gu (Sejong-ro)

## Lộ trình
- Thành phố thủ đô Seoul được đánh dấu là tuyến đường quản lý được chỉ định bởi Đạo luật đường bộ.
- Xanh lam nhạt(■): Đoạn đi trùng Tuyến đường thành phố Seoul số 24
- Xanh lục nhạt (■): Đoạn đi trùng với Tuyến đường thành phố Seoul số 24 và Tuyến đường thành phố Seoul số 49
- Hồng nhạt (■): Đoạn đi trùng với Quốc lộ 48 và Tuyến đường thành phố Seoul số 24

| Ngã tư                                                                     | Tuyến đường kết nối                                                        | Vị trí                                                                     | Vị trí                                                                     | Vị trí                                                                     | Ghi chú                                                                    |
| Kết nối trực tiếp với Hangang-daero trên Tuyến đường thành phố Seoul số 22 | Kết nối trực tiếp với Hangang-daero trên Tuyến đường thành phố Seoul số 22 | Kết nối trực tiếp với Hangang-daero trên Tuyến đường thành phố Seoul số 22 | Kết nối trực tiếp với Hangang-daero trên Tuyến đường thành phố Seoul số 22 | Kết nối trực tiếp với Hangang-daero trên Tuyến đường thành phố Seoul số 22 | Kết nối trực tiếp với Hangang-daero trên Tuyến đường thành phố Seoul số 22 |
| -------------------------------------------------------------------------- | -------------------------------------------------------------------------- | -------------------------------------------------------------------------- | -------------------------------------------------------------------------- | -------------------------------------------------------------------------- | -------------------------------------------------------------------------- |
| Ga Seoul                                                                   | Tuyến đường thành phố Seoul C1 · số 22 Tongil-ro                           | Jung-gu                                                                    | Hoehyeon-dong                                                              | Hoehyeon-dong                                                              |                                                                            |
| Ga Seoul                                                                   | Tuyến đường thành phố Seoul C1 Toegye-ro                                   | Jung-gu                                                                    | Hoehyeon-dong                                                              | Hoehyeon-dong                                                              |                                                                            |
| Ga Seoul                                                                   | Tuyến đường thành phố Seoul số 22 Hangang-daero                            | Jung-gu                                                                    | Hoehyeon-dong                                                              | Hoehyeon-dong                                                              |                                                                            |
| Sungnyemun                                                                 | Tuyến đường thành phố Seoul số 2115 Namdaemun-ro                           | Jung-gu                                                                    | Sogong-dong                                                                | Sogong-dong                                                                |                                                                            |
| Sungnyemun                                                                 | Tuyến đường thành phố Seoul số 2115 Chilpae-ro                             | Jung-gu                                                                    | Sogong-dong                                                                | Sogong-dong                                                                |                                                                            |
| Sungnyemun                                                                 | Tuyến đường thành phố Seoul số 2207 Sowol-ro                               | Jung-gu                                                                    | Sogong-dong                                                                | Sogong-dong                                                                |                                                                            |
| Sungnyemun                                                                 | Namdaemunsijang-gil                                                        | Jung-gu                                                                    | Sogong-dong                                                                | Sogong-dong                                                                |                                                                            |
| Sungnyemun                                                                 | Sejong-daero 5-gil                                                         | Jung-gu                                                                    | Sogong-dong                                                                | Sogong-dong                                                                |                                                                            |
| Sungnyemun                                                                 | Sejong-daero 7-gil                                                         | Jung-gu                                                                    | Sogong-dong                                                                | Sogong-dong                                                                |                                                                            |
| Sungnyemun                                                                 | Sejong-daero 9-gil                                                         | Jung-gu                                                                    | Sogong-dong                                                                | Sogong-dong                                                                |                                                                            |
| Toà thị chính                                                              | Tuyến đường thành phố Seoul số 49 Seosomun-ro                              | Jung-gu                                                                    | Sogong-dong                                                                | Sogong-dong                                                                |                                                                            |
| Toà thị chính                                                              | Sejong-daero 18-gil                                                        | Jung-gu                                                                    | Sogong-dong                                                                | Sogong-dong                                                                |                                                                            |
| Toà thị chính                                                              | Tuyến đường thành phố Seoul số 49 Sogong-ro                                | Jung-gu                                                                    | Sogong-dong                                                                | Sogong-dong                                                                |                                                                            |
| Toà thị chính                                                              | Deoksugung-gil                                                             | Jung-gu                                                                    | Sogong-dong                                                                | Sogong-dong                                                                |                                                                            |
|                                                                            | Sejong-daero 20-gil                                                        | Jung-gu                                                                    | Myeong-dong                                                                | Myeong-dong                                                                | Không có tên giao lộ                                                       |
| Quảng trường Cheonggye                                                     | Tuyến đường thành phố Seoul số 50 Cheonggyecheon-ro                        | Jongno-gu                                                                  | Sajik-dong                                                                 | Jongno 1.2.3.4 ga-dong                                                     |                                                                            |
| Giao lộ Sejong-daero                                                       | Quốc lộ 6 · Tuyến đường thành phố Seoul số 51 Saemunan-ro                  | Jongno-gu                                                                  | Sajik-dong                                                                 | Jongno 1.2.3.4 ga-dong                                                     |                                                                            |
| Giao lộ Sejong-daero                                                       | Quốc lộ 6 · Tuyến đường thành phố Seoul số 51 Jong-ro                      | Jongno-gu                                                                  | Sajik-dong                                                                 | Jongno 1.2.3.4 ga-dong                                                     |                                                                            |
| Giao lộ Sejong-daero                                                       | Saemunan-ro 9-gil                                                          | Jongno-gu                                                                  | Sajik-dong                                                                 | Jongno 1.2.3.4 ga-dong                                                     |                                                                            |
|                                                                            | Sambong-ro                                                                 | Jongno-gu                                                                  | Sajik-dong                                                                 | Jongno 1.2.3.4 ga-dong                                                     | Không có tên giao lộ                                                       |
| Gwanghwamun                                                                | Quốc lộ 48 · Tuyến đường thành phố Seoul C1 Sajik-ro                       | Jongno-gu                                                                  | Sajik-dong                                                                 | Jongno 1.2.3.4 ga-dong                                                     |                                                                            |

## Quản lý
Vào ngày 29 tháng 11 năm 2009, một số đoạn đường đã bị cấm lưu thông trong 12 giờ để quay những cảnh đấu súng dài cho bộ phim truyền hình hành động Mật danh Iris năm 2009 của Hệ thống Phát thanh Truyền hình Hàn Quốc (KBS), với sự tham gia của Lee Byung-hun, Kim Tae-hee, Jung Joon-ho, Kim Seung-woo và Kim So-yeon . Năm làn đường dọc theo Quảng trường Gwanghwamun phía trước Trung tâm Biểu diễn Nghệ thuật Sejong đã bị cấm lưu thông từ 07:00 đến 19:00, trong khi năm làn đường ở phía Trung tâm Sách Kyobo vẫn mở cho giao thông. Điều này đánh dấu lần đầu tiên Chính quyền Thủ đô Seoul đã cấp phép chặn giao thông dọc theo Quảng trường để quay phim và đây là một phần trong kế hoạch của Chính phủ nhằm quảng bá các điểm du lịch chính của thành phố; bao gồm Cheonggyecheon và Sông Hán.
Vào ngày 23 tháng 9 năm 2012, Chính quyền thành phố Seoul đã bắt đầu thử nghiệm một đoạn đường dài 550 m của Sejong-ro chỉ dành cho người đi bộ nhưng được phép cho người đi xe đạp. Đoạn này bao gồm con đường từ ngã ba Gwanghwamun, dọc theo Quảng trường Gwanghwamun phía trước Trung tâm Biểu diễn Nghệ thuật Sejong đến ngã tư Sejong-ro.

## Các tuyến đường phụ
- ●: Áp dụng cho tất cả các phần
- ▲: Áp dụng cho một số phần
- ✖: Không áp dụng

| Tên đường             | Điểm đầu                | Điểm cuối               | Tổng chiều dài (m) | Xe cộ có thể đi lại được | Một chiều | Vị trí    | Vị trí        |
| --------------------- | ----------------------- | ----------------------- | ------------------ | ------------------------ | --------- | --------- | ------------- |
| Sejong-daero 1-gil    | 6-24 Namdaemun-ro 5-ga  | 126-2 Bongrae-dong 1-ga | 155                | ●                        | ✖         | Jung-gu   | Hoehyeon-dong |
| Sejong-daero 2-gil    | 84-1 Namdaemun-ro 5-ga  | 84-16 Namdaemun-ro 5-ga | 218                | ●                        | ●         | Jung-gu   | Hoehyeon-dong |
| Sejong-daero 2-ga-gil | 12-8 Namdaemun-ro 5-ga  | 142 Namdaemun-ro 5-ga   | 239                | ▲                        | ✖         | Jung-gu   | Hoehyeon-dong |
| Sejong-daero 2na-gil  | 217 Namdaemun-ro 5-ga   | 118 Namdaemun-ro 5-ga   | 236                | ●                        | ✖         | Jung-gu   | Hoehyeon-dong |
| Sejong-daero 4-gil    | 12-2 Namdaemun-ro 5-ga  | 166 Namdaemun-ro 5-ga   | 239                | ▲                        | ✖         | Jung-gu   | Hoehyeon-dong |
| Sejong-daero 5-gil    | 104-1 Bongrae-dong 1-ga | 126-2 Bongrae-dong 1-ga | 322                | ●                        | ●         | Jung-gu   | Hoehyeon-dong |
| Sejong-daero 7-gil    | 45 Namdaemun-ro 4-ga    | 7 Sunhwa-dong           | 459                | ●                        | ✖         | Jung-gu   | Sogong-dong   |
| Sejong-daero 9-gil    | 120 Taepyeong-ro 2-ga   | 58-1 Seosomun-dong      | 407                | ●                        | ✖         | Jung-gu   | Sogong-dong   |
| Sejong-daero 11-gil   | 250 Taepyeong-ro 2-ga   | 120-26 Seosomun-dong    | 281                | ●                        | ▲         | Jung-gu   | Sogong-dong   |
| Sejong-daero 12-gil   | 17-3 Namdaemun-ro 4-ga  | 108-16 Bukchang-dong    | 189                | ●                        | ▲         | Jung-gu   | Sogong-dong   |
| Sejong-daero 14-gil   | 68-10 Taepyeong-ro 2-ga | 93-32 Bukchang-dong     | 223                | ●                        | ▲         | Jung-gu   | Sogong-dong   |
| Sejong-daero 16-gil   | 68-1 Taepyeong-ro 2-ga  | 117 Sogong-dong         | 194                | ▲                        | ✖         | Jung-gu   | Sogong-dong   |
| Sejong-daero 18-gil   | 56-3 Taepyeong-ro 2-ga  | 112-7 Sogong-dong       | 227                | ●                        | ●         | Jung-gu   | Sogong-dong   |
| Sejong-daero 19-gil   | 3-3 Jeong-dong          | 3-7 Jeongdong           | 156                | ●                        | ✖         | Jung-gu   | Sogong-dong   |
| Sejong-daero 20-gil   | 31 Taepyeong-ro 1-ga    | 23-4 Mugyo-dong         | 186                | ●                        | ●         | Jung-gu   | Myeong-dong   |
| Sejong-daero 21-gil   | 158-1 Sinmun-ro 1-ga    | 141 Sinmun-ro 1-ga      | 449                | ●                        | ●         | Jung-gu   | Myeong-dong   |
| Sejong-daero 21-gil   | 158-1 Sinmun-ro 1-ga    | 141 Sinmun-ro 1-ga      | 449                | ●                        | ●         | Jongno-gu | Sajik-dong    |
| Sejong-daero 22-gil   | 25 Taepyeong-ro 1-ga    | 97-2 Mugyo-dong         | 194                | ●                        | ●         | Jung-gu   | Myeong-dong   |
| Sejong-daero 23-gil   | 1-68 Sejong-ro          | 128-12 Dangju-dong      | 378                | ●                        | ✖         | Jongno-gu | Sajik-dong    |

## Các tổ chức, cơ sở và cơ quan xung quanh

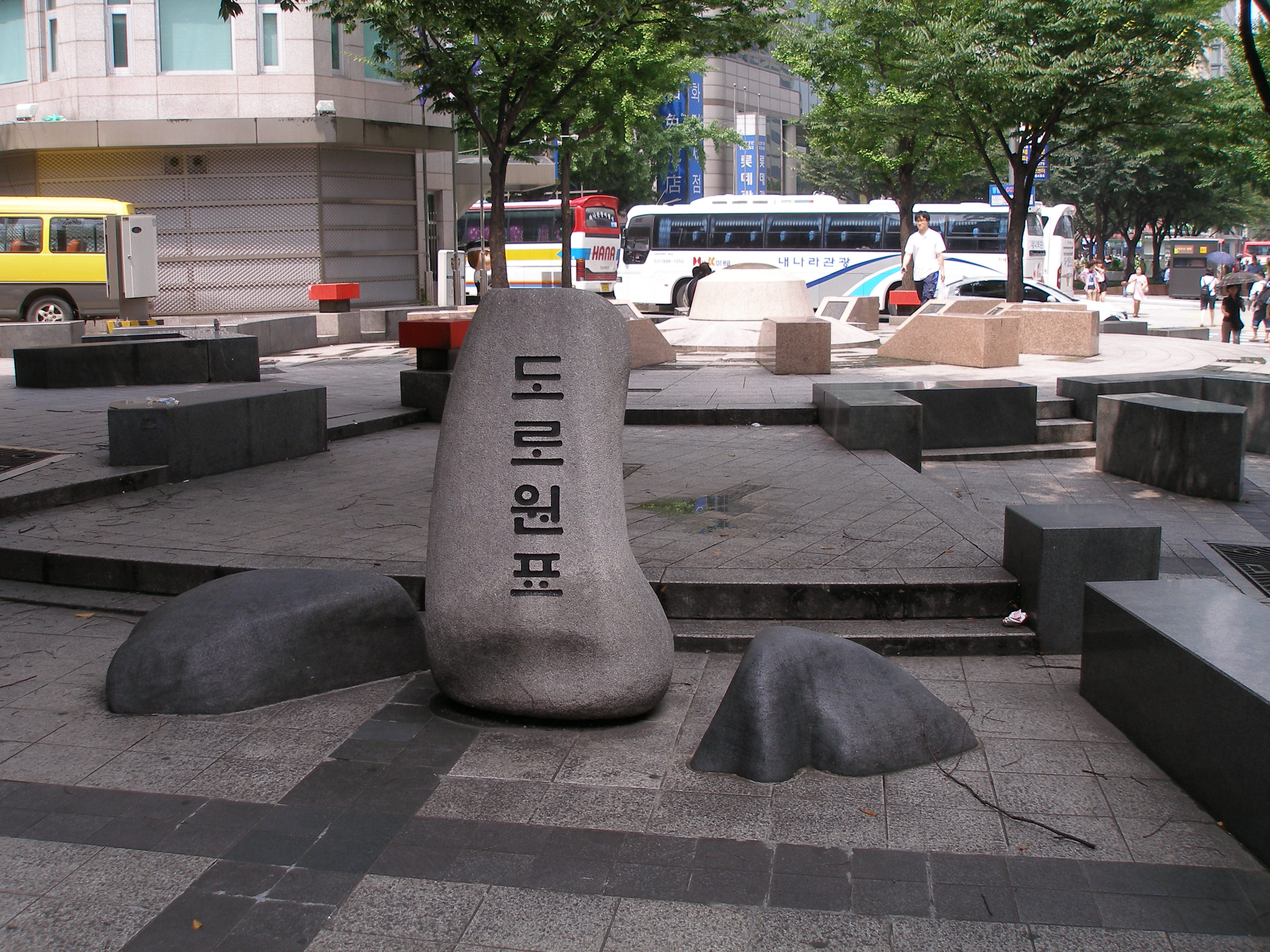
Cột mốc được xây trên Sejong-daero

- Gyeongbokgung (Gwanghwamun Gwangjang, Sejong-daero, Jongno-gu, Seoul)
- Tàu điện ngầm Seoul tuyến 1 Ga Seoul (B2, Sejong-daero, Jung-gu, Seoul)
- Ngân hàng Công nghiệp Hàn Quốc (IBK) Chi nhánh Namdaemun (17 Sejong-daero, Jung-gu, Seoul)
- Hankook Ilbo (17, Sejong-daero, Jung-gu, Seoul)
- Phòng Thương mại và Công nghiệp Hàn Quốc (39, Sejong-daero, Jung-gu, Seoul)
- Cơ quan Hòa giải Thương mại Công bằng Hàn Quốc (39, Sejong-daero, Jung-gu, Seoul)
- Bảo lãnh SGI Seoul Chi nhánh Namdaemun (39, Sejong-daero, Jung-gu, Seoul)
- Phòng Thương mại và Công nghiệp Ngân hàng Hana (39, Sejong-daero, Jung-gu, Seoul)
- Sungnyemun (40 Sejong-daero, Jung-gu, Seoul)
- Ngân hàng Kookmin Chi nhánh Namdaemun (50 Sejong-daero, Jung-gu, Seoul)
- Bảo hiểm nhân thọ Heungkuk (50 Sejong-daero, Jung-gu, Seoul)
- Bảo hiểm nhân thọ Samsung (55, Sejong-daero, Jung-gu, Seoul)
- Ngân hàng Woori Chi nhánh Samsung Center (55 Sejong-daero, Jung-gu, Seoul)
- Đại sứ quán El Salvador tại Hàn Quốc (55 Sejong-daero, Jung-gu, Seoul)
- Văn phòng chi nhánh Ngân hàng HanaTaepyeongno-dong (64, Sejong-daero, Jung-gu, Seoul)
- Samsung Futures (67, Sejong-daero, Jung-gu, Seoul)
- Samsung Card (67, Sejong-daero, Jung-gu, Seoul)
- Samsung Securities (67, Sejong-daero, Jung-gu, Seoul)
- Trung tâm kiểm tra tổng quát bệnh viện Kangbuk Samsung (67, Sejong-daero, Jung-gu, Seoul)
- Cheil Industries (67, Sejong-daero, Jung-gu, Seoul)
- Ngân hàng Công thương Trung Quốc Chi nhánh Seoul (73, Sejong-daero, Jung-gu, Seoul)
- Ngân hàng Kookmin Chi nhánh tài chính doanh nghiệp Samsung Center (73, Sejong-daero, Jung-gu, Seoul)
- Đại sứ quán Cộng hòa Dominica tại Hàn Quốc (73, Sejong-daero, Jung-gu, Seoul)
- Ngân hàng Hana Chi nhánh Taepyeongno (73 Sejong-daero, Jung-gu, Seoul)
- Hợp tác xã tín dụng Sogong (74, Sejong-daero, Jung-gu, Seoul)
- Hanwha Galleria (92 Sejong-daero, Jung-gu, Seoul)
- Hanwha Investment & Securities Financial Plaza Chi nhánh Toà thị chính (92 Sejong-daero, Jung-gu, Seoul)
- Ngân hàng NH Nonghyup Trung tâm tài chính Taepyeongro (92 Sejong-daero, Jung-gu, Seoul)
- Nhà máy Hanwha General Chemical Seoul (92 Sejong-daero, Jung-gu, Seoul)
- Bảo hiểm Nhân thọ Hanwha (92 Sejong-daero, Jung-gu, Seoul)
- Thai Airways (92 Sejong-daero, Jung-gu, Seoul)
- Deoksugung (99 Sejong-daero, Jung-gu, Seoul)
- Bảo tàng Nghệ thuật Đương đại và Hiện đại Quốc gia, Deoksugung (99 Sejong-daero, Jung-gu, Seoul)
- Tàu điện ngầm Seoul tuyến 1 Ga Toà thị chính (101 Sejong-daero, Jung-gu, Seoul)
- Tòa thị chính Seoul (110 Sejong-daero, Jung-gu, Seoul)
- Thư viện Seoul (110 Sejong-daero, Jung-gu, Seoul)
- Ngân hàng Woori Chi nhánh Tòa thị chính Seoul (110 Sejong-daero, Jung-gu, Seoul)
- Seoul Shinmun (124 Sejong-daero, Jung-gu, Seoul)
- Ủy ban Dịch vụ Tài chính Hàn Quốc (124 Sejong-daero, Jung-gu, Seoul)
- Tổng công ty xúc tiến quảng cáo phát thanh truyền hình Hàn Quốc (124, Sejong-daero, Jung-gu, Seoul)
- Ủy ban Trọng tài Báo chí (124 Sejong-daero, Jung-gu, Seoul)
- Ngân hàng NH Nonghyup Trung tâm tài chính Gwanghwamun (124 Sejong-daero, Jung-gu, Seoul)
- The Yeongnam Ilbo (124 Sejong-daero, Jung-gu, Seoul)
- Gyeongnam Shinmun (124 Sejong-daero, Jung-gu, Seoul)
- ABC News (124 Sejong-daero, Jung-gu, Seoul)
- Maeil Shinmun (124 Sejong-daero, Jung-gu, Seoul)
- Hội đồng thành phố Seoul (125 Sejong-daero, Jung-gu, Seoul)
- Chosun Ilbo (135 Sejong-daero, Jung-gu, Seoul)
- Ngân hàng Kookmin Chi nhánh Taepyeongno (135 Sejong-daero, Jung-gu, Seoul)
- Bảo tàng Lịch sử Tài chính Hàn Quốc (135-5 Sejong-daero, Jung-gu, Seoul)
- Ngân hàng Shinhan Chi nhánh Gwanghwamun (135-5 Sejong-daero, Jung-gu, Seoul)
- Đại sứ quán Singapore tại Hàn Quốc (136 Sejong-daero, Jung-gu, Seoul)
- Ngân hàng Nông nghiệp Trung Quốc Chi nhánh Seoul (136 Sejong-daero, Jung-gu, Seoul)
- Ngân hàng Jeonbuk Chi nhánh Seoul (136 Sejong-daero, Jung-gu, Seoul)
- Ngân hàng Shinha Chi nhánh Finance Center (136 Sejong-daero, Jung-gu, Seoul)
- Etihad Airways (136 Sejong-daero, Jung-gu, Seoul)
- Bảo lãnh SGI Seoul Chi nhánh Cheonggye Plaza (136 Sejong-daero, Jung-gu, Seoul)
- Merrill Lynch Chi nhánh Seoul (136 Sejong-daero, Jung-gu, Seoul)
- Đồn cảnh sát Seoul Jongno Hộp cảnh sát Sejongro (141 Sejong-daero, Jung-gu, Seoul)
- Cửa hàng miễn thuế Donghwa (149 Sejong-daero, Jongno-gu, Seoul)
- Ngân hàng Woori Chi nhánh Sejong-ro (149 Sejong-daero, Jongno-gu, Seoul)
- NH Investment & Securities NH Finance Plus Trung tâm tài chính Gwanghwamun (149 Sejong-daero, Jongno-gu, Seoul)
- Finnair (149 Sejong-daero, Jongno-gu, Seoul)
- Văn phòng Qatar Airways Korea (149 Sejong-daero, Jongno-gu, Seoul)
- Văn phòng Cebu Pacific Seoul (149 Sejong-daero, Jongno-gu, Seoul)
- NH Nonghyup Bank Gwanghwamun NH Financial Plus Center (149 Sejong-daero, Jongno-gu, Seoul)
- Phái bộ Trung Hoa Dân Quốc tại Hàn Quốc (149 Sejong-daero, Jongno-gu, Seoul)
- Aircalin (149 Sejong-daero, Jongno-gu, Seoul)
- Trụ sở của Giáo hội Giám lý Hàn Quốc (149, Sejong-daero, Jongno-gu, Seoul)
- Bảo tàng Báo chí (152 Sejong-daero, Jongno-gu, Seoul)
- Bảo hiểm hàng hải & hỏa hoạn Hyundai (163 Sejong-daero, Jongno-gu, Seoul)
- Tàu điện ngầm Seoul tuyến 5 Ga Gwanghwamun (B172, Sejong-daero, Jongno-gu, Seoul)
- Trung tâm biểu diễn nghệ thuật Sejong (175 Sejong-daero, Jongno-gu, Seoul)
- Ngân hàng doanh nghiệp vừa và nhỏ Chi nhánh Gwanghwamun KT (178 Sejong-daero, Jongno-gu, Seoul)
- Ủy ban An ninh và An toàn Hạt nhân Hàn Quốc (178 Sejong-daero, Jongno-gu, Seoul)
- Ủy ban xem xét kháng nghị (178 Sejong-daero, Jongno-gu, Seoul)
- Chi nhánh KT Gwanghwamun (178 Sejong-daero, Jongno-gu, Seoul)
- Đại sứ quán Hoa Kỳ tại Hàn Quốc (188 Sejong-daero, Jongno-gu, Seoul)
- Bảo tàng Lịch sử Quốc gia Hàn Quốc (198 Sejong-daero, Jongno-gu, Seoul)
- Tổ hợp Chính phủ Seoul (209 Sejong-daero, Jongno-gu, Seoul)
- Ngân hàng NH Nonghyup Chi nhánh Central Government Complex (209 Sejong-daero, Jongno-gu, Seoul)
- Bưu điện Gwanghwamun Tổ hợp chính phủ Bưu điện Seoul (209 Sejong-daero, Jongno-gu, Seoul)
- Korea University Newspaper (209 Sejong-daero, Jongno-gu, Seoul)
- Finance News (209 Sejong-daero, Jongno-gu, Seoul)
- Văn phòng kinh doanh Bảo hiểm Hàng hải & Cứu hỏa Meritz Seoul (32, Sejong-daero 5-gil, Jung-gu, Seoul)
- S-1 (37, Sejong-daero 7-gil, Jung-gu, Seoul)
- Orange Life (37, Sejong-daero 7-gil, Jung-gu, Seoul)
- Trụ sở chính Ngân hàng Shinhan (20, Sejong-daero 9-gil, Jung-gu, Seoul)
- Shinhan Financial Holding Company (20, Sejong-daero 9-gil, Jung-gu, Seoul)
- Trung tâm đầu tư Shinhan Namdaemun (20, Sejong-daero 9-gil, Jung-gu, Seoul)
- Trụ sở CJ Logistics (53, Sejong-daero 9-gil, Jung-gu, Seoul)
- Nhà thờ Trưởng lão Hàn Quốc Nhà thờ Seosomun (39, Sejong-daero 11-gil, Jung-gu, Seoul)
- Ngân hàng Shinhan Chi nhánh trung tâm Sogong (16, Sejong-daero 18-gil, Jung-gu, Seoul)
- Đại sứ quán Anh tại Hàn Quốc (24, Sejong-daero 19-gil, Jung-gu, Seoul)
- Nhà thờ Anh giáo Hàn Quốc Nhà thờ Seoul (15, Sejong-daero 21-gil, Jung-gu, Seoul)
- Tổ chức Phúc lợi Xã hội Cộng đồng Hàn Quốc (39, Sejong-daero 21-gil, Jung-gu, Seoul)
- TV Chosun (40, Sejong-daero 21-gil, Jung-gu, Seoul)
- Nhà thờ Saemoonan của Giáo hội Trưởng lão Hàn Quốc (47, Sejong-daero 23-gil, Jongno-gu, Seoul)